# 森の祭り

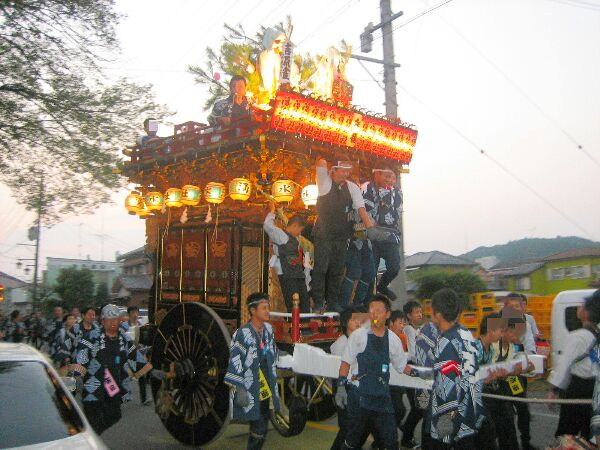
祭り屋台の曳き回し風景

森のまつり（もりのまつり）は、静岡県周智郡森町で行われる祭礼。本項では特に森町森の三島神社を中心として行われる「遠州森のまつり」について扱う。

## 歴史

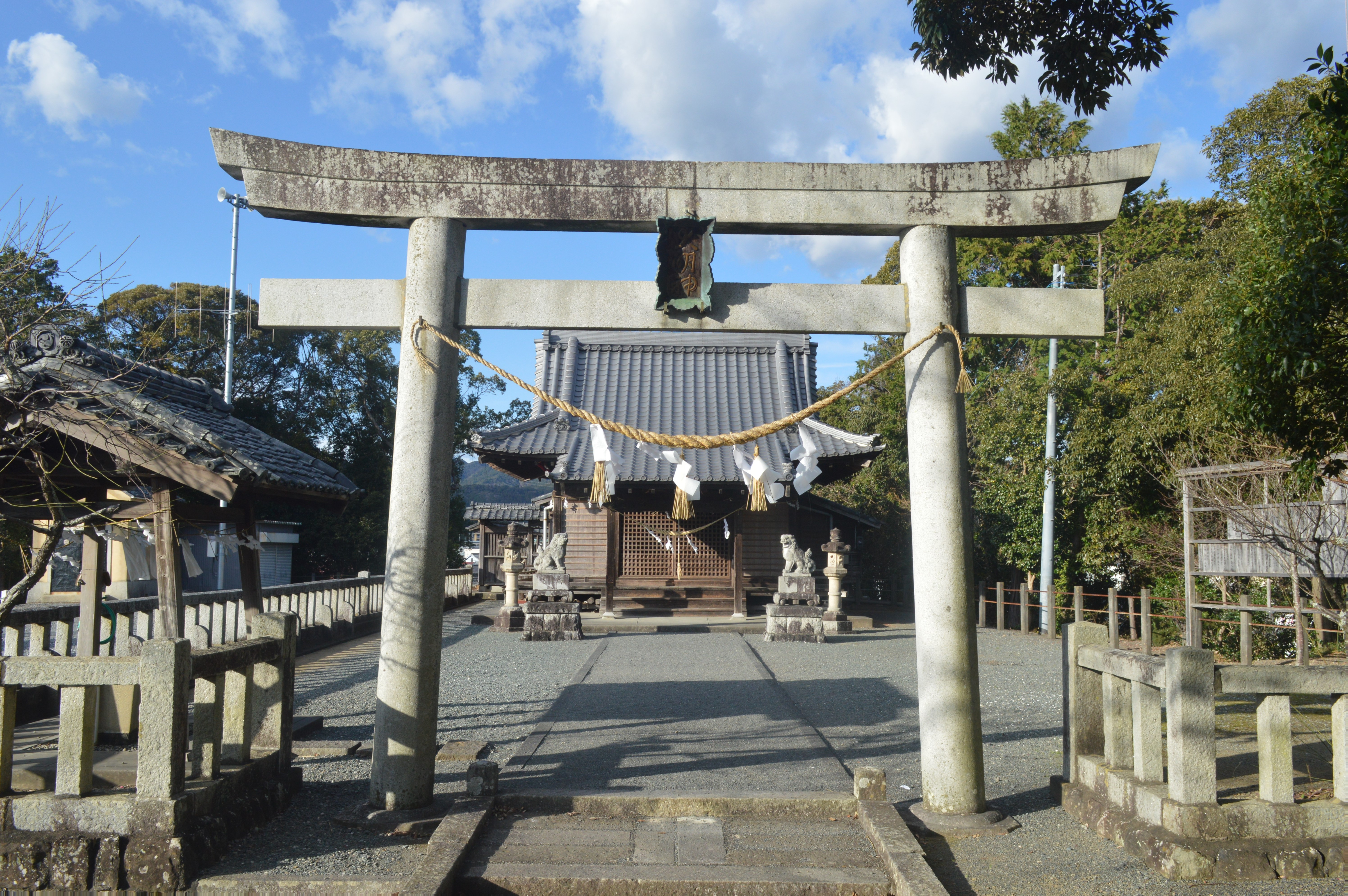
三島神社

三島神社の祭礼がいつごろから現在のような様式で行われるようになったかは明らかではないが、文久の大喧嘩（後述）の時代には既に現在のような二輪屋台があったことから、少なくとも江戸時代中後期までさかのぼることができるといわれる。
そのころは旧森町村の三島神社と金守神社の氏子町だけの祭礼であったが、幕末から大正期にかけて町の細分化や近隣の天宮村・城下村・戸綿村などとの合併ともあいまって、参加町が10ヶ町に増えた（1978年 〈昭和53年〉 以降に更に4ヶ町が参加、現在は14の町で祭典を実施）。そのため金守神社（旧森町村南部）・稲荷社（旧戸綿村）・谷本神社（旧城下村）・天方神社（旧向天方村）と合同で祭典を執行するようになっている。例祭は各神社ごとに実施している（天宮神社のみ例祭は4月に実施されており、国指定の重要無形民俗文化財である「十二段舞楽」もこの日に行われている。天宮にとって森のまつりはあくまでも臨時の祭りの扱いである）。
舞児（まいこ＝舞楽を奉納した子供 (稚児)）を地面を歩かせずに屋台で神社から自宅に送り帰す「舞児還し（まいこがえし）」の風習が有名で、森のまつりの名物のひとつともなっており、近隣の他地域(袋井市、等)でも舞児還しを採用している祭礼がある。

## 日程
祭礼は11月1日から3日までの3日間で行われていたが、2004年（平成16年）より11月第1週の金・土・日曜の3日間で行われる。

## 特色

### 森のまつりの舞楽と舞児の風習
森のまつりには3種の舞楽があり、毎年各町から1名ずつ選ばれる舞児によって奉納される。
- 乙女の舞……女舞。1924年（大正13年）に始められた。
- 浦安の舞……女舞。1974年（昭和49年）に始められた。
- 朝日の舞……男舞。1987年（昭和62年）より始まる。2000年（平成12年）から男舞として舞われるようになった。

森のまつりの舞楽は比較的新しい行事であるため、国の重要無形民俗文化財に指定されている遠江森町の舞楽（小国神社・天宮神社・山名神社の3社で行われる）には含まれていない。
舞児と「舞児還し」
森のまつりの舞楽を奉納する子供を「舞児（まいこ）」と呼ぶ。舞児は毎年各町から1名ずつ選び出され、三島神社で上記の舞楽を奉納する。舞児に選ばれた子供の家では舞児の名前と奉納する舞を大書する看板が立ち、祭りの風物詩ともなっている。舞児の家ではお祝いのムードが高まり、その点では浜松まつりの「初子」に近いようにも見えるが、舞児は毎年各町一人ずつだけであること、誕生祝いではないうえに実際に舞楽を奉納する役を担うことなどから、舞児に選出された名誉の要素が強い。
舞児に選ばれると、祭典の最終日は神社から自宅までの帰り道を歩かずに町の若衆が屋台と肩車で送ってゆく。これを「舞児還し」と言う。舞児還しは1924年（大正13年）、乙女の舞の奉納の際に三島神社の宮司が考案したものとされている。

### 屋台祭りとしての「森の祭り」
森町の祭り屋台は、遠州独特の二輪屋台である。俗に「御所車型」と言われるが、実際の牛車と異なり、屋上には跳高欄で囲まれた「浜床」があり、屋上に山車人形が飾られている。また他の二輪屋台の祭りの地域と異なり、漆塗りの屋台が多いことも特徴である。これは森の祭りに限らず森町一帯の祭り屋台に共通する特徴で、森町南部の飯田地区までほとんどが漆塗りである。
- 祭囃子
森の祭りの囃子は遠州横須賀の「三社祭礼囃子」をもとに独自の発展をしたもので、三社祭礼囃子と並んで、遠州の二輪屋台の祭囃子の一方の代表例となっている。曲目は「大間」「弥太下」など、三社祭礼囃子と同じものが多いが、「雨ん垂れ」や「常磐囃子」など、森独特の囃子もある。
- 練り
森の祭りの醍醐味のひとつが「練り」と呼ばれる屋台同士の顔合わせである。「練り」は数か町の屋台が正面を向き合い、手木（てぎ＝牛車の軛にあたる部分）を接触寸前まで近づける。各町の祭り参加者が手木に乗りあがり、「ヨイソラ」の掛け声を上げたり相手の屋台の手木の内側に飛び込んだりする。

### 喧嘩祭りと「絶対無事故」
一方で森の祭りは「喧嘩祭り」の通称があるとおり、荒祭りとしても知られる。
喧嘩祭りと呼ばれるようになった起源とされるのが1863年（文久3年）の「文久の大喧嘩」である。この喧嘩は三島神社の祭礼当日に秋葉神社の使者が森町の町内を通った際、使者に屋台を壊されたことから、本町と屋台を壊された下川原町との間で起きた騒動である。これにより三島神社の祭りは明治初期まで中止されることになった。
それだけでなく森の祭りは遠州地方のなかでももっとも激しい祭りとしても知られ、昭和40年代までは数年に一度の割で祭典期間中の暴力事件が見られ、1973年（昭和48年）には2日連続で死者の出る事故まで発生、警察による屋台曳き廻し中止の勧告を招く事態となった。
この暴力事件を重く見た各町の役員や祭典本部は、1974年（昭和49年）に祭りの大改革に着手「絶対無事故で祭典を行う」ことを宣言。各町の会所で「絶対無事故」の掛け軸を掛け、モラルの向上・喧嘩の防止を呼びかけている。それ以降祭りのモラルは飛躍的に向上し、「荒々しくも規律・統制の取れた祭り」として知られるようになってきている。